# Blue Thunder
Blue Thunder är en amerikansk långfilm från 1983 i regi av John Badham, med Roy Scheider, Warren Oates, Candy Clark och Daniel Stern i rollerna.

## Rollista
| Roy Scheider     | – Officer Frank Murphy                                               |
| Warren Oates     | – Capt. Jack Braddock                                                |
| Candy Clark      | – Kate                                                               |
| Daniel Stern     | – Officer Richard Lymangood ("JAFO"—"Just Another Fucking Observer") |
| Paul Roebling    | – Icelan                                                             |
| David Sheiner    | – Fletcher                                                           |
| Joe Santos       | – Montoya                                                            |
| Malcolm McDowell | – Col. F.E. Cochrane                                                 |
| Ed Bernard       | – Sgt. Short                                                         |
| Jason Bernard    | – Mayor                                                              |